# پیشاهنگی پسران آمریکا
پسران پیشاهنگ آمریکا (انگلیسی: Boy Scouts of America) با ۲٫۷ میلیون عضو جوان و ۱ میلیون داوطلب بزرگسال، بزرگ‌ترین سازمان جوانان آمریکا است. از زمان بنیان‌گذاری‌اش در سال ۱۹۱۰ به عنوان بخشی از جنبش بین‌المللی پیشاهنگی، بیش از ۱۱۰ میلیون آمریکایی عضو این سازمان بوده‌اند.

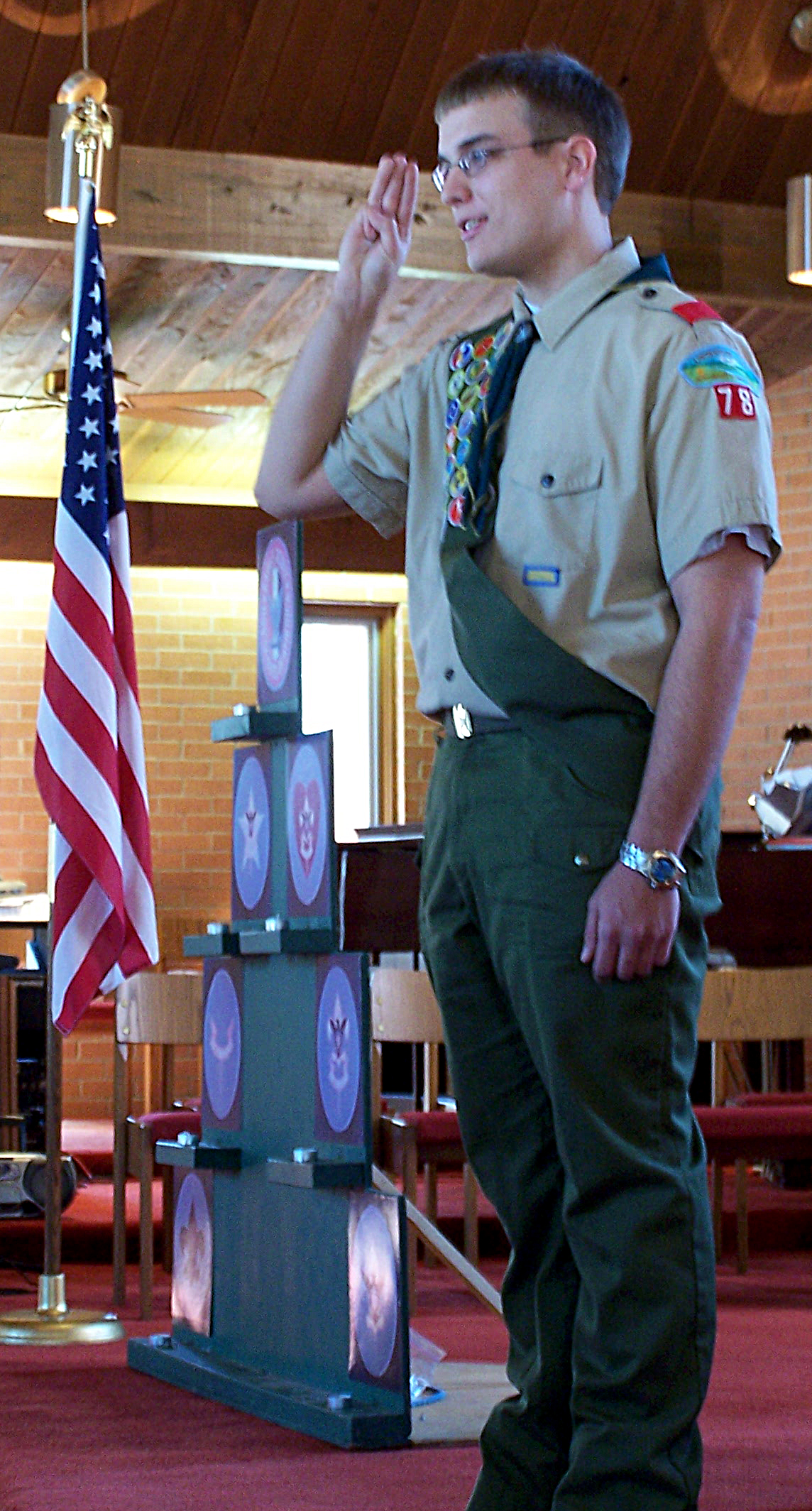
پسر پیشاهنگ